# Velîka Kalînka, Horodok
Velîka Kalînka (în ucraineană Велика Калинка) este un sat în comuna Kernîțea din raionul Horodok, regiunea Liov, Ucraina.

## Demografie
Componența lingvistică a localității Velîka Kalînka
     Ucraineană (99,57%)
     Alte limbi (0,43%)
Conform recensământului din 2001, majoritatea populației localității Velîka Kalînka era vorbitoare de ucraineană (99,57%), existând în minoritate și vorbitori de alte limbi.